# Miguel Bombarda

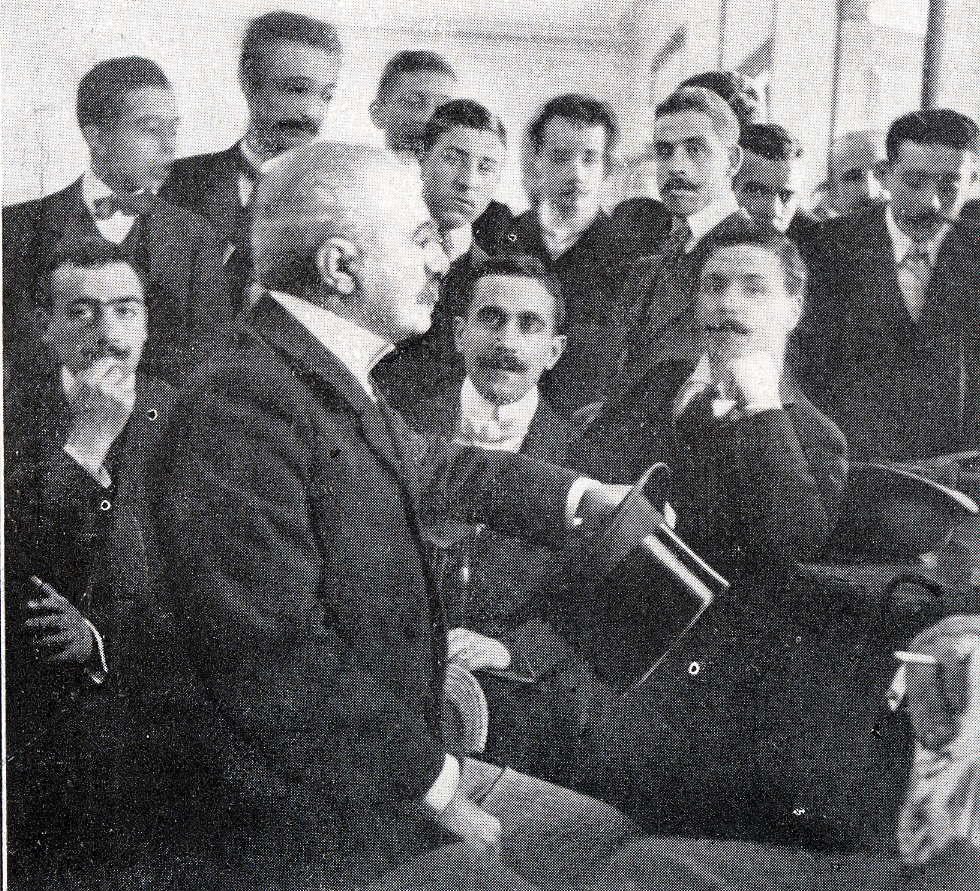
Miguel Bombarda

Miguel Augusto Bombarda (Río de Janeiro, 6 de marzo de 1851 - Lisboa, 3 de octubre de 1910), médico psiquiatra y político republicano portugués.

## Vida
Estudió en la Escuela Médico-Cirúrgica de Lisboa, donde sería profesor y fue director del Hospital de Rilhafoles, donde creó el Laboratorio de Histología en 1887. Republicano convicto, fue un acérrimo anticlerical. Se hizo miembro del Partido Republicano Portugués en 1909, habiendo sido electo diputado en agosto de 1910. Miembro del comité revolucionario que implantó la República en Portugal, el 5 de octubre de 1910, y considerado su jefe civil. No llegó, sin embargo, a asistir a la victoria de los republicanos por haber sido asesinado por un demente el 3 de octubre de ese año, pocas horas antes del inicio de la revuelta. Tuvo un funeral conjunto al de Cândido dos Reis, el día 6 de octubre. En su faceta profesional, fue secretario general del "XVI Congreso Internacional de Medicina y Cirugía" que se reunió en Lisboa en 1906.

## Obras
Dejó publicados varios escritos, entre los que destacan:
- A Contribuição ao Estudo dos Microcéfalos
- Consciência e Livre Arbítrio
- Fue fundador de la Revista Medicina Contemporánea.